# Школьников Олексій Михайлович
Олексій Михайлович Школьников (15 січня 1914, місто Єгор'євськ Рязанської губернії, тепер Московської області, Росія — 7 лютого 2003, місто Москва) — радянський державний діяч, 1-й секретар Тамбовського, Воронезького, Волгоградського обласних комітетів КПРС, 1-й заступник голови Ради міністрів Російської РФСР, голова Комітету народного контролю СРСР. Кандидат у члени ЦК КПРС у 1952—1956 роках. Член ЦК КПРС у 1956—1989 роках. Депутат Верховної Ради СРСР 4—11-го скликань. Герой Соціалістичної Праці (13.01.1984). 

## Життєпис
Народився 2 (15) січня 1914 року в місті Єгор'євську (за іншими даними — в селі Пашино Єгор'євського повіту Рязанської губернії) в селянській родині.
У 1933 році закінчив Подольський індустріальний технікум.
У 1933—1943 роках — бригадир, майстер, старший майстер, начальник котельні, заступник начальника, начальник цеху, головний енергетик заводу в місті Пермі (Молотові).
У 1937 році закінчив заочно три курси Промислової академії.
Член ВКП(б) з 1940 року.
У 1943—1945 роках — заступник секретаря, завідувач відділу Молотовського обласного комітету ВКП(б).
У 1945 — 21 квітня 1947 року — уповноважений Комісії партійного контролю при ЦК ВКП(б) по Владимирській області; уповноважений Комісії партійного контролю при ЦК ВКП(б) по Воронезькій області.
У квітні 1947 — 1949 року — 2-й секретар Калузького обласного комітету ВКП(б).
У 1949—1952 роках — слухач Вищої партійної школи при ЦК ВКП(б), обирався секретарем партійного комітету ВПШ при ЦК ВКП(б).
У 1952 році — інспектор ЦК ВКП(б), завідувач підвідділу ЦК ВКП(б).
У серпні 1952 — жовтні 1955 року — 1-й секретар Тамбовського обласного комітету КПРС.
У жовтні 1955 — 26 листопада 1960 року — 1-й секретар Воронезького обласного комітету КПРС.
20 листопада 1960 — січень 1963 року — 1-й секретар Сталінградського (Волгоградського) обласного комітету КПРС. У січні 1963 — 15 грудня 1964 року — 1-й секретар Волгоградського сільського обласного комітету КПРС. 15 грудня 1964 —12 листопада 1965 року — 1-й секретар Волгоградського обласного комітету КПРС.
10 листопада 1965 — 30 липня 1974 року — 1-й заступник голови Ради міністрів Російської РФСР.
26 липня 1974 — 27 лютого 1987 року — голова Комітету народного контролю СРСР.
Указом Президії Верховної Ради СРСР від 13 січня 1984 року за великі заслуги перед Комуністичною партією і Радянською державою і в зв'язку з сімдесятиріччя з дня народження Школьникову Олексію Михайловичу присвоєно звання Героя Соціалістичної Праці з врученням ордена Леніна і золотої медалі «Серп і Молот».
З лютого 1987 року — персональний пенсіонер союзного значення в Москві.
Помер 7 лютого 2003 року. Похований в Москві на Кунцевському цвинтарі.

## Нагороди і звання
- Герой Соціалістичної Праці (13.01.1984)
- шість орденів Леніна (15.01.1957, 15.01.1964, 26.08.1971, 14.01.1974, 24.04.1981, 13.01.1984)
- орден Трудового Червоного Прапора (1.04.1945)
- дві медалі «За трудову доблесть» (18.01.1942, 25.12.1959)
- медалі